# Добкі (Вармінсько-Мазурське воєводство)
Добкі (пол. Dobki, нім. Dopken) — село в Польщі, у гміні Олецько Олецького повіту Вармінсько-Мазурського воєводства.
Населення — 86 осіб (2011).
У 1975-1998 роках село належало до Сувальського воєводства.

## Демографія
Демографічна структура станом на 31 березня 2011 року:
|          | Загалом | Допрацездатний вік | Працездатний вік | Постпрацездатний вік |
| -------- | ------- | ------------------ | ---------------- | -------------------- |
| Чоловіки | 43      | 10                 | 30               | 3                    |
| Жінки    | 43      | 15                 | 21               | 7                    |
| Разом    | 86      | 25                 | 51               | 10                   |